# FL Андромеды
FL Андромеды (лат. FL Andromedae) — двойная затменная переменная звезда типа Алголя (EA) в созвездии Андромеды на расстоянии приблизительно 3212 световых лет (около 985 парсеков) от Солнца. Видимая звёздная величина звезды — от +15,1m до +14,3m. Орбитальный период — около 0,9056 суток (21,736 часов).

## Характеристики
Первый компонент — жёлто-белая звезда спектрального класса F0. Радиус — около 1,58 солнечного, светимость — около 4,07 солнечных. Эффективная температура — около 6523 K.